# Cyril Chramosta
Cyril Chramosta (ur. 6 sierpnia 1908 w Husincu, zm. 3 grudnia 1990 w Pradze) – czeski malarz, grafik i budowniczy.

## Życiorys
W wieku siedemnastu lat wyjechał do Pragi, gdzie zaprzyjaźnił się ze znanym mu już z rodzinnego Husinca malarzem Josefem Krejsą. Przez dzień pracował w firmie budowlanej, wieczorami chodził do szkoły, a w wolnym czasie rozwijał swoją twórczość, poświęcając się malarstwu. Ukończył Liceum Przemysłowe Inżynierii Lądowej w Pradze, a następnie studiował prywatnie u malarza Oldřicha Blažíčka. Egzamin budowlany zdał w 1937 roku. Jego początkowe obrazy dotyczyły przede wszystkim sztuki ludowej.
W swojej późniejszej twórczości poruszał głównie tematykę stawów, hodowli stawowej itp. Współpracował także z czasopismami i książkami ilustrowanymi. Od 1937 był członkiem Związku Artystów Czech Południowych.

## Odznaczenia
- Zasłużony artysta (1978)
- Artysta narodowy (1988)[3]